# 深夜特撮
- 特撮 > 深夜特撮
- テレビ番組 > 深夜番組 > 深夜特撮
- テレビ番組 > テレビドラマ > 深夜ドラマ > 深夜特撮

深夜特撮（しんやとくさつ）とは、主にテレビ局で深夜番組（深夜ドラマ）として放送の、特撮テレビ番組を指す。
なお、海外制作の特撮番組が日本国内のテレビ局にて深夜帯で放送される事例は対象外とする。
深夜特撮ドラマとも称する場合もある。
基本的に全日枠で放送している特撮作品では、児童向けドラマとしているのが一般的なのに対し、時間帯の関係上、明らかに10代後半の少年・少女から大人までを対象にしており、幼児から児童までの子供を対象に含めることは消極的である。
近年急増している深夜アニメほどではないが、特に2007年から2008年にかけて増加した。

## 概要
1980年代末より他の時間帯とは異質の（視聴率度外視・低予算・主に若手スタッフ制作など）娯楽番組や情報番組が深夜番組として放送されるようになり、特に1987年以降フジテレビが行った“JOCX-TV2”を中心とした深夜枠の開拓により製作された『奇妙な出来事』や『NIGHT HEAD』のヒットがこのジャンルの定着の礎になった。
尚前述の通り、子供を対象にしていないことから玩具メーカーなどのスポンサーが付くことは少ないため、全体的に低予算作品が多い。この場合、深夜アニメと同様に玩具よりもビデオグラムの販売促進に重点を置く傾向にある。しかしヒーロー作品がメインの全日帯の作品と比べてテーマを広く取るため、傑作･怪作を多く排出するジャンルである。そのヒーロー作品も、子供向け作品と比べて過激な描写となっている作品が殆どである。
製作体制も作品によってまばらで、大抵は放送局のテレビドラマを担当する部所が担当し、ドラマ番組の放映枠での放送が前提となっているが、テレビ東京系の一部作品や独立局のほとんどの作品において、放送局のアニメ・子供番組を担当する部所が担当し、アニメ番組（深夜アニメ・独立局はUHFアニメも）と同等の扱いを受ける場合もある。

## 主な作品

### NHK

#### 2000年代
- 生物彗星WoO

#### 2010年代
- 朝ドラ殺人事件
- 大河ドラマ大作戦
- 放送博物館危機一髪
- クリスマスドラマ 天使とジャンプ

#### 2020年代
- TAROMAN 岡本太郎式特撮活劇

### 日本テレビ系

#### 1990年代
- ムーンスパイラル

#### 2000年代
- 地獄少女
- 百鬼夜行抄
- ハリ系
- 栞と紙魚子の怪奇事件簿
- 夢をかなえるゾウ
- リセット
- イケ麺そば屋探偵〜いいんだぜ!〜
- イケ麺新そば屋探偵〜いいんだぜ!〜

#### 2010年代
- VISION-殺しが見える女-
- メグたんって魔法つかえるの?
- でたらめヒーロー
- 仮面ティーチャー
- 49
- セーラー服と宇宙人（エイリアン）〜地球に残った最後の11人〜
- お兄ちゃん、ガチャ

### テレビ朝日系

#### 1990年代
- BLACK OUT
- いとしの未来ちゃん
- 幻想ミッドナイト
- SMART MONSTERS
- 透明少女エア
- サイバー美少女テロメア
- 美少女新世紀 GAZER
- 千年王国III銃士ヴァニーナイツ

#### 2000年代
- 時空警察ヴェッカーD-02
- スカイハイ
- スカイハイ2
- Sh15uya
- 雨と夢のあとに
- 桜2号
- H-code〜愛しき賞金稼ぎ〜
- スシ王子!
- モップガール
- 打撃天使ルリ

#### 2010年代
- 死と彼女とぼく
- 死神くん
- 霊魔の街

#### 2020年代
- 妖怪シェアハウス
- ザ・ハイスクール ヒーローズ
- 封刃師

### TBS系

#### 1990年代
- B級ホラーWARASHI!
- コワイ童話

#### 2000年代
- 占い師 天尽
- ULTRASEVEN X
- 漂流ネットカフェ
- 古代少女ドグちゃん

#### 2010年代
- MM9-MONSTER MAGNITUDE-
- 古代少女隊ドグーンV
- ヘブンズ・フラワー The Legend of ARCANA
- 荒川アンダー ザ ブリッジ
- ドラゴン青年団
- 戦国BASARA-MOONLIGHT PARTY-
- クロユリ団地〜序章〜
- 悪霊病棟
- 天魔さんがゆく
- 超絶☆絶叫ランド
- 彼岸島
- ダークシステム 恋の王座決定戦
- 僕らはみんな死んでいる♪

#### 2020年代
- SEDAI WARS
- ガールガンレディ

### テレビ東京系

#### 1990年代
- エコエコアザラク
- 真・女神転生デビルサマナー
- ATHENA -アテナ-
- 仮面天使ロゼッタ
- ボイスラッガー

#### 2000年代
- エコエコアザラク～眼～
- ヴァンパイアホスト 〜夜型愛人専門店〜
- ウルトラQ dark fantasy
- ファンタズマ〜呪いの館〜
- 怪奇大家族
- いちばん暗いのは夜明け前
- 牙狼-GARO-
- 心霊探偵 八雲
- ライオン丸G
- しにがみのバラッド。
- キューティーハニー THE LIVE
- MAGISTER NEGI MAGI 魔法先生ネギま!
- コスプレ幽霊 紅蓮女

#### 2010年代
- 大魔神カノン
- 宇宙犬作戦
- 勇者ヨシヒコと魔王の城
- 牙狼＜GARO＞〜MAKAISENKI〜
- 逃亡者 おりん2[5]
- 勇者ヨシヒコと悪霊の鍵
- 好好!キョンシーガール〜東京電視台戦記〜
- 牙狼＜GARO＞〜闇を照らす者〜
- みんな!エスパーだよ!
- ヴァンパイア・ヘヴン
- 殺しの女王蜂
- 衝撃ゴウライガン!!
- なぞの転校生
- 牙狼-GARO- -魔戒ノ花-
- セーラーゾンビ
- 魔法★男子チェリーズ
- 玉川区役所 OF THE DEAD
- 甲殻不動戦記 ロボサン
- 怪奇恋愛作戦
- 太鼓持ちの達人〜正しい××のほめ方〜
- 牙狼-GARO- -GOLD STORM- 翔
- 初森ベマーズ
- 勇者ヨシヒコと導かれし七人
- コードネームミラージュ
- フォーカード

#### 2020年代
- 大江戸スチームパンク
- 闇芝居(生)
- ウイングマン

### フジテレビ系

#### 1970年代
- 恐怖劇場アンバランス
- ジキルとハイド

#### 1980年代
- 奇妙な出来事

#### 1990年代
- NIGHT HEAD
- Alice 6

#### 2000年代
- スカルマン〜闇の序章〜
- ハチワンダイバー

#### 2010年代
- ドラマもやしもん
- 神話戦士ギガゼウス
- O-PARTS〜オーパーツ〜
- 未来日記-ANOTHER:WORLD-
- おわらないものがたり
- ラブラブエイリアン
- ROAD TO EDEN

#### 2020年代
- 隕石家族
- 時をかけるな、恋人たち

### 独立放送局

#### 1990年代
- Alice6

#### 2000年代
- 十三夜 霊界からの招待状
- ZENアクションTV
- HATU~ヴァンパイア・シンドローム~
- 鋼鉄天使くるみpure
- 温泉天使
- 陰陽少女
- デビルシャドー
- 時空警察ヴェッカーシグナ
- 風魔の小次郎
- Kawaii! JeNny
- RHプラス
- 東京ゴースト・トリップ

#### 2010年代
- ウルトラゾーン
- 戦国★男士
- エアーズロック
- リアル鬼ごっこ THE ORIGIN
- 乾杯戦士アフターV
- 都市伝説バスター
- 実在性ミリオンアーサー
- 妖怪女学園
- メサイア-影青ノ章-
- 食の軍師
- 薄桜鬼SSL 〜sweet school life〜
- ゆるい
- 神ノ牙-JINGA-

#### 2020年代
- GARO -VERSUS ROAD-
- ギャルと恐竜

### BSデジタル放送局

#### 2000年代
- ケータイ刑事 銭形愛
- ケータイ刑事 銭形舞
- ケータイ刑事 銭形泪
- ケータイ刑事 銭形零
- ケータイ刑事 銭形雷
- ケータイ刑事 銭形海
- 精霊少女隊
- ケータイ刑事 銭形命

#### 2010年代
- ケータイ刑事 銭形結
- 非公認戦隊アキバレンジャー
  - 非公認戦隊アキバレンジャー シーズン痛
- XXXHOLiC
- タイムスパイラル
- ワーキングデッド〜働くゾンビたち〜
- 強靭ボディ SEXYボディ
- 仮面ライダーアマゾンズ
- Thunderbolt Fantasy 東離劍遊紀

## 参考資料
- 『オタク語事典2』2009年、美術出版社、金田一「乙」彦　ISBN 9784568221336、66-67頁